# Sovjetunionens historia 1917–1927
Sovjetunionens historia 1917–1927 börjar i samband med den ryska oktoberrevolutionen 1917. Även om Sovjetunionen först utropades som egen stat 1922, så anses oktoberrevolutionen - i praktiken en statskupp utförd av bolsjevikpartiet - markera början på den sovjetiska tiden. Bolsjevikerna, ledda av Vladimir Lenin, växte fram som en betydande politisk gruppering i det forna tsarryssland. De utkämpade dock det långa och blodiga ryska inbördeskriget mot de monarkistiska styrkorna i vita armén. Bolsjevikerna blev kända som Sovjetunionens kommunistiska parti, och till slut segrade dock bolsjevikernas röda armé. Kommunism implementerades i territorierna i det forna ryska imperiet, och Sovjetryssland kom till slut tillsammans med ukrainska SSR, vitryska SSR och transkaukasiska SFSR att skapa det som blev känt som Sovjetunionen.[källa behövs]

## Ryska revolutionen

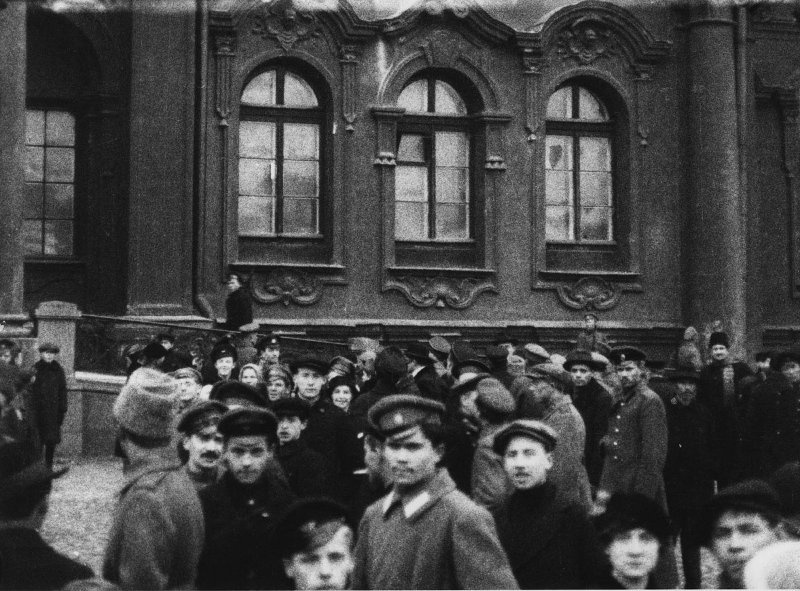
Fotografi utanför Vinterpalatset, Sankt Petersburg, den 7 november 1917 (n.s.)/26 oktober 1917 (g.s.), efter att bolsjevikerna slutfört sin statskupp som kom att bli känd som oktoberrevolutionen.

I mars 1917 (n.s.) ägde februarirevolutionen rum. Revolutionen hade flera orsaker: politiskt missnöje med tsarens återkommande upplösningar av duman och första världskrigets konsekvenser för det ryska imperiet var två faktorer som drev utvecklingen. När arbetare och soldater i Petrograd (nuvarande S:t Petersburg) förenades i ett brett uppror valde tsar Nikolaj II att abdikera. Därefter valdes en provisorisk regering av duman, bestående av radikala liberaler och moderata socialister. Petrogradsovjeten (ett arbetar- och soldatråd i huvudstaden) växte gradvis fram som en betydande politisk konkurrent till den provisoriska regeringen.
Den 7 november (n.s., oktober enligt julianska kalendern)) tog bolsjevikerna och Vladimir Lenin över makten i en relativt oblodig och odramatisk statskupp. Bolsjevikerna intog Vinterpalatset, där den provisoriska regeringen höll till, samt viktiga kommunikationsstationer. Strax efter maktövertagandet kallade man till en kongress för alla sovjeter. På kongressen kunde bolsjevikerna med stöd av radikala socialistrevolutionärer utse en ny regering, kallad Folkkommissariernas råd. Lenin blev regeringschef, Lev Trotskij utrikeskommissarie och Josef Stalin fick ansvar för nationalitetsfrågor. Den nya regeringen inledde snart en omfattande omfördelning av jorden i Ryssland, bland annat genom att expropriera land från godsägare. Man ingick även vapenstillestånd med Tyskland.

## Kommunistpartiets tidiga styre
Under 1918 agerade bolsjevikerna för att befästa sitt nya styre. Partiet bytte namn till Rysslands kommunistiska parti och huvudstaden flyttades från Sankt Petersburg (Petrograd) till Moskva. I januari 1918 tvingades mensjeviker som hade stöd av fackföreningarna och socialistrevolutionärer med stöd av bönder bort från den konstituerande församlingen, som hade bildats genom fria val och församlingen upplöstes senare helt. När den konstituerande församlingen försvann kvarstod sovjeterna, varifrån icke-kommunisterna kastades ut.

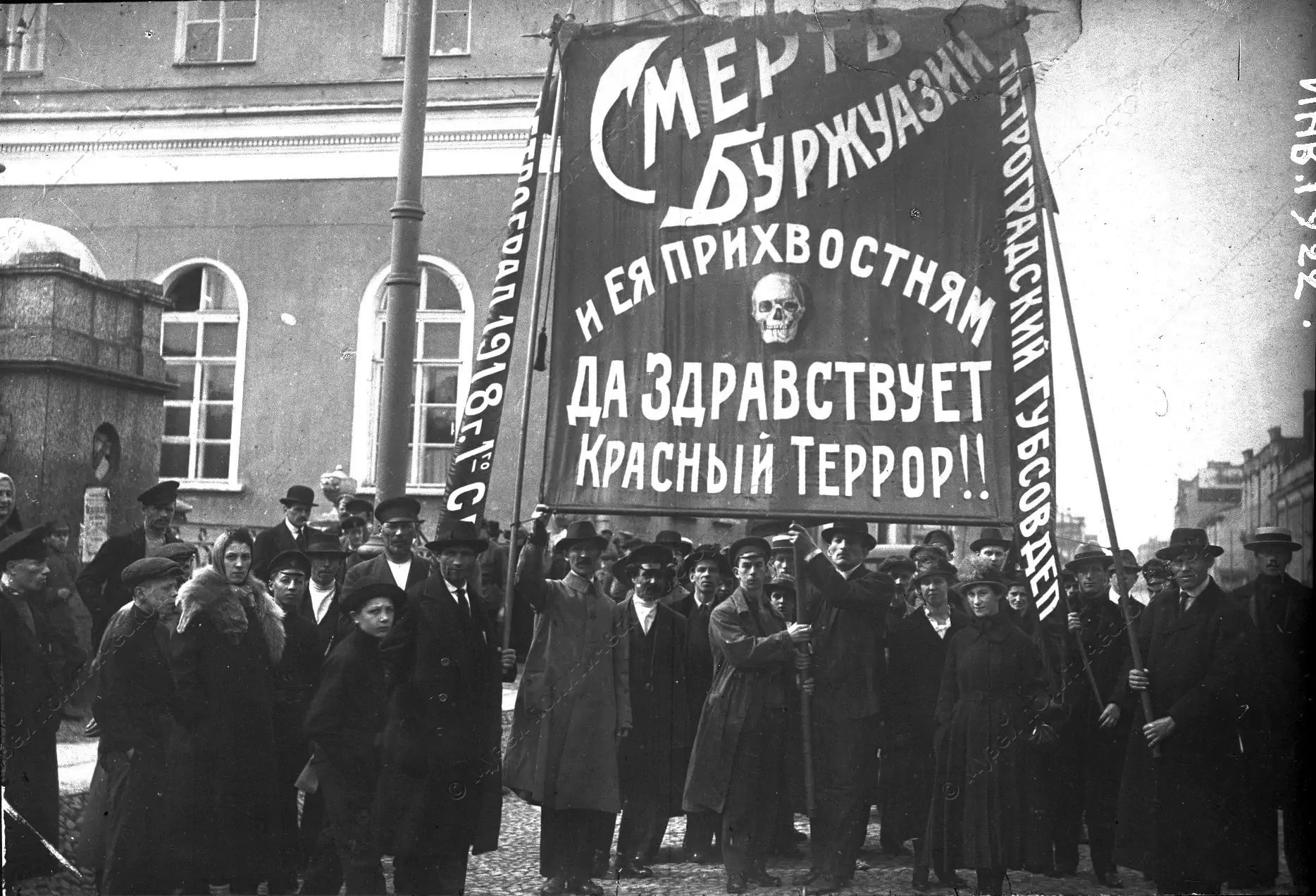
Demonstration med slagord som hyllade den röda terrorn som hade inletts av Tjekan och Röda armén under 1918.

Den nya säkerhetspolisen Tjekan, under ledning av Feliks Dzerzjinskij, och den nyligen bildade Röda armén - under Trotskijs befäl - började begå omfattande våldsdåd mot politiska motståndare. Den röda terrorn ledde till att 2 miljoner människor (huvudsakligen adel och medelklass) flydde från landet.
Efter revolutionen tecknade Ryssland fredsfördrag med Tyskland i Brest-Litovsk och förlorade stora områden i väst (baltländer, Finland).
I Georgien i Kaukasus utbryter i augusti 1924 ett uppror (Augustiupproret, engelska Wikipedia). Svenska Dagbladet rapporterar 10 september att "Bolsjevikregeringen proklamerar Kaukasus i krigstillstånd" och 15 september att "Rebellerna i Kaukasus marschera mot Baku, sedan de besatt nästan alla oljekällorna. I Kutaris upprättas en provisorisk regering."[källa behövs]